# Легіон Заслуг (США)
Легіо́н Заслу́г (США) (англ. Legion of Merit) — військова нагорода Збройних сил США, яка вручається за винятково заслужене виконання службових обов'язків та видатні досягнення на військовій службі. Нагородою нагороджуються військовослужбовці восьми видів збройних сил США, а також військові та політичні діячі іноземних держав. Спочатку передбачалося, що Легіон Заслуг стане 2-ю за старшинством нагородою армії США за військові заслуги, проте 1943 року було ухвалено рішення, що перші три ступені ордена можуть отримувати лише військовослужбовці союзних військ.
Легіон Заслуг (ступінь командора) є однією з двох військових нагород США, які носяться на шиї (інша — Медаль Пошани), і єдиною військовою нагородою США, яка має ступені (подібно до ордена лицарства або деяких орденів «За заслуги»), хоча ступені, включаючи шийну стрічку, вручаються лише негромадянам США.
Легіон Заслуг є сьомим за порядком старшинства серед усіх військових нагород США і носиться після медалі «За відмінну службу в Збройних силах» і перед хрестом «За льотні заслуги». У сучасному використанні в Збройних силах США Легіоном Заслуг зазвичай нагороджуються генерали та полковники армії, морської піхоти, повітряних і космічних сил, а також офіцери і капітани ВМС і Берегової охорони, які займають вищі командні або дуже високі штабні посади у відповідних видах Збройних сил. Нагородою також можуть бути відзначені офіцери нижчого рангу, старші ворентофіцери (як правило, на командних посадах у званні чіф-ворент-офіцер 5 класу) та головні сержанти (як правило, у званні сержант-майора і сержант-майора армії США, майстер чиф-петті офіцера і майстер чиф-петті офіцера ВМС США), у повітряних силах — головного майстер-сержанта і головного майстер-сержант Повітряних сил США, у космічних силах — головного майстер-сержанта і головного майстер-сержанта Космічних сил, у морській піхоті — сержант-майора Корпусу морської піхоти), але такі випадки трапляються рідше, як правило, у вигляді винятків, і обставини залежать від виду й роду військ.
Право подання на нагородження орденом Легіон Заслуг мають генерали та офіцери у ранзі О-9 (тобто генерал-лейтенант, віцеадмірал) і вище, цивільний персонал Міністерства оборони на рівні помічника міністра або заступника міністра оборони і вище, або еквівалентний їм цивільний персонал на рівні секретаря в Міністерстві внутрішньої безпеки, що здійснює безпосередній нагляд за Береговою охороною США.

## Критерії нагородження
Ступені Головнокомандувача, командора, офіцера та легіонера присвоюються лише військовослужбовцям збройних сил іноземних держав відповідно до критеріїв до нагороди, викладених у Армійському статуті 672-7, і ґрунтуються на військовому званні або посаді нагородженого за наступними ступенями ордена:
1. Головнокомандувач: глава держави або уряду. Нагородження орденом цього ступеня здійснювалося президентом Рузвельтом деяких командувачів союзних військ на театрі воєнних дій Другої світової війни, як правило, за спільні амфібійні висадки або вторгнення. (Президент мав це право згідно з Указом 9260 від 29 жовтня 1942 року, пункт 3b).
2. Командувач: еквівалент начальника штабу збройних сил США або вищої посади, але не глави держави.
3. Офіцер: генерал або адмірал нижче рівня ніж начальник штабу виду Збройних сил США; полковник або еквівалентне йому звання (наприклад, капітан ВМС або Берегової охорони) за службу на посадах, еквівалентних тим, які зазвичай займають генерали або адмірали на військовій службі США; або військові аташе.
4. Легіонер: усі інше, не включені до вищезазначених категорій.

Військовослужбовці збройних сил США нагороджуються орденом Легіон Заслуг лише ступеня легіонер. Критерієм нагородження є «за винятково гідну поведінку, видатні заслуги і досягнення», і, як правило, воно призначене для вищих офіцерів рівня О-6 і вище, за наступними вимогами:
- Виконання обов'язків повинно бути таким, щоб заслужити визнання ключових осіб за службу, надану в явно винятковий спосіб.
- Виконання посадових обов'язків, звичайних для даного звання, роду військ, спеціальності чи посади, а також досвід особи не є достатньою підставою для нагородження.
- Для служби, не пов'язаної з фактичною війною, термін «ключова особа» застосовується до вужчого кола посад, ніж під час війни, і вимагає доказів значних досягнень.
- У мирний час служба має бути пов'язана з особливими обставинами або надзвичайно складними обов'язками, що виконуються в безпрецедентний і явно екстраординарний спосіб.
- Однак, підставою для нагородження може бути виключно заслужена служба на низці важливих посад.

Ступені та дизайн відзнаки були розроблені під впливом французького ордена Почесного легіону, багато з якого було запозичено на американський аналог нагороди.

## Знаки Легіону Заслуг
| Головнокомандувач        | Командор | Офіцер | Легіонер |
| ------------------------ | -------- | ------ | -------- |
|                          |          |        |          |
| Нагрудна планка нагороди |          |        |          |
|                          |          |        |          |

Знак Головнокомандувача ордена Легіон Заслуг — куполоподібна п'ятикутна біла зірка, облямована малиновим кольором, на зеленому лавровому вінку, з'єднаному внизу золотим бантом-вузлом (розеткою), з V-подібними кінцями, увінчаними золотою кулею. У центрі зірки — круглий медальйон синьої емалі з тринадцятьма п'ятикутними зірочками білої емалі, розташованими у формі шестикутної зірки (1-4-3-4-1), розташованими у візерунку, що зустрічається на Великій Державній Печатці Сполучених Штатів. Медальйон оточений кільцем з овалів, що символізують хмари. Між кожною зіркою всередині вінка перехрещені стрілки, спрямовані назовні. Загальна ширина вінка становить 2+15⁄16 дюймів (75 мм). У центрі реверсу викарбувано слова «СПОЛУЧЕНІ ШТАТИ АМЕРИКИ». На службовій стрічці розміщено мініатюру ордена в золоті на горизонтальній золотій планці. Знак ордена ступеня Головнокомандувача носиться без стрічки на лівому боці грудей.
Решта знаків Командорського ступеня ордена Легіон Заслуг ідентична знаку Головнокомандувача і має незначні відмінності, в першу чергу за розміром. Загальна ширина вінка становить 2+1⁄4 дюйма (57 мм). Золотий лавровий вінок з V-подібним кутом у верхній частині з'єднує овальне підвісне кільце з шийною стрічкою шириною 1+15⁄16 дюйма (49 мм). Зворотний бік п'ятикутної зірки покритий емаллю білого кольору, а облямівка — малинового. У центрі — диск для гравіювання імені нагородженого в оточенні слів «ANNUIT COEPTIS MDCCLXXXII»: поєднання девізу Великої печатки «Він [Бог] прихильний до наших починань». На службовій стрічці знаку Командорського ступеня розміщується мініатюра ордена сріблястого кольору на горизонтальній срібній планці.
Шийна стрічка для знаку Командорського ступеня має ширину 1+15⁄16 дюйма (49 мм) і складається з наступних смуг: 1⁄16 дюйма (1,6 мм) білої 67101; центральна 1+13⁄16 дюйма (46 мм) малинової та 1⁄16 дюйма (1,6 мм) білої. На стрічку знаку Офіцерського ступеня кріпиться бронзова шпилька у вигляді мініатюрного знаку ордена, без емалей. Діаметр шпильки — 3/4 дюйма (1,9 см)

## Повторне нагородження
Повторні нагородження відзначаються кластерами, що кріпляться до стрічки: в Армії і ПС США — у формі пучків дубового листя; у ВМС, Корпусі морської піхоти і Береговій охороні — у формі золотих зірочок діаметром 5/16 дюйма. Бронзова літера «V» кріпиться на стрічку нагороди за заслуги, виявлені в бойових умовах.

## Українські військові
Орден Легіон Заслуг від Президента Сполучених Штатів Америки отримав перший Командувач ССпО України генерал-лейтенант Ігор Луньов. Нагороду вручив Командувач сил спеціальних операцій Збройних Сил США у Європі генерал-майор Девід Тейбор 29 квітня 2021 року.